# Buš (okres Praha-západ)

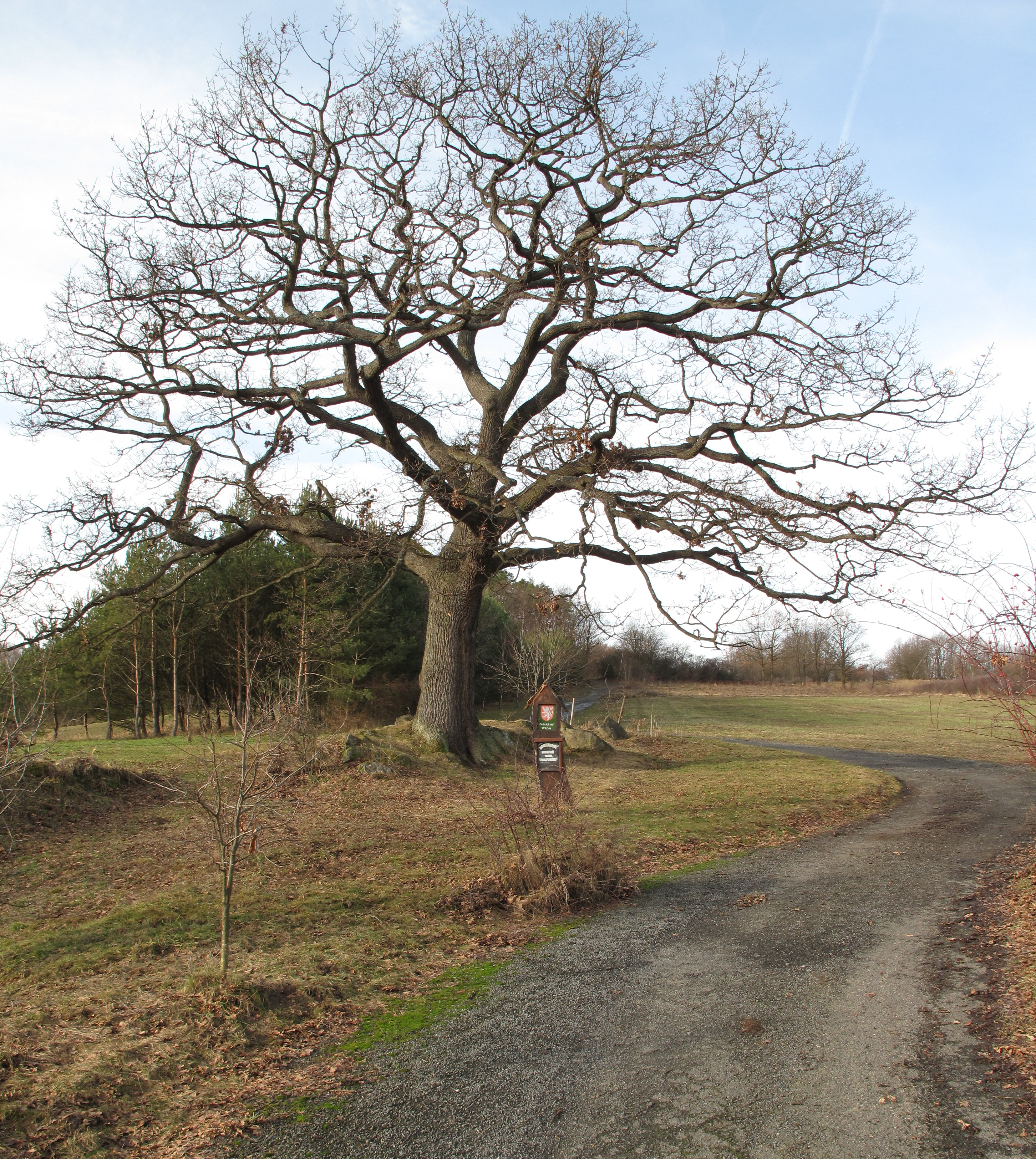
PS Šebův dub, pohled od východu

Buš (německy Busch) je obec okrese Praha-západ ve Středočeském kraji, asi 29 km jižně od Prahy. Žije zde 340 obyvatel.

## Historie
První písemná zmínka o obci pochází z roku 1292, kdy ves vlastnil kněžský cisterciácký řád, resp. zbraslavský klášter (zakládací listina 10. srpna 1292), kterému ji daroval král Václav II. při jeho založení. V roce 1436 císař Zikmund Lucemburský připsal obec Jakubovi z Řitky. Po husitských válkách zbraslavský klášter obec vykoupil a měl ji v držení až do roku 1785, kdy císař Josef II. rozhodnutím ze dne 24. září klášter zrušil. Od té doby patřila obec ke slapskému statku, který byl spravován náboženským fondem. Roku 1825 koupil panství Karel Bedřich baron Korb z Weidenheimu. V roce 1881 bylo panství prodáno Bedřichu Westphalenovi z Fürstenbergu. Poslední člen rodu Westphalenů Theobald prodal slapský velkostatek v prosinci 1917 a novým majitelem se stal průmyslník a bankéř Bohumil Bondy.

## Obecní správa

### Části obce
- Buš (k. ú. Buš)

Součástí obce je také základní sídelní jednotka Buš-chatová oblast. K obci patří také Bouska, Hesovna, Jílová, Klíč, Loužka, Na Hlinech, Sladovaře, U Dobré Vody a V Trnovcích.
Sousedními obcemi sídla jsou Slapy, Korkyně, Čím, Rabyně a Nové Dvory.
Do 1. července 1974 byla obec součástí okresu Příbram. Poté přešla v souvislosti s rozšiřováním území hlavního města Prahy do okresu Praha-západ.

### Územněsprávní začlenění
Dějiny územněsprávního začleňování zahrnují období od roku 1850 do současnosti. V chronologickém přehledu je uvedena územně administrativní příslušnost obce v roce, kdy ke změně došlo:
- 1850 země česká, kraj Praha, politický okres Příbram, soudní okres Dobříš[4]
- 1855 země česká, kraj Praha, soudní okres Dobříš
- 1868 země česká, politický okres Příbram, soudní okres Dobříš
- 1939 země česká, Oberlandrat Tábor, politický okres Příbram, soudní okres Dobříš[5]
- 1942 země česká, Oberlandrat Praha, politický okres Příbram, soudní okres Dobříš[6]
- 1945 země česká, správní okres Příbram, soudní okres Dobříš[7]
- 1949 Pražský kraj, okres Dobříš[8]
- 1960 Středočeský kraj, okres Příbram
- 1974 Středočeský kraj, okres Praha-západ[9]
- 2003 Středočeský kraj, obec s rozšířenou působností Černošice

### Obecní symboly
Obecní symboly byly uděleny předsedou Poslanecké sněmovny Parlamentu České republiky na základě doporučení Výboru pro vědu, vzdělání, kulturu, mládež a tělovýchovu (VVVKMT) rozhodnutím č. 25 ze dne 10. září 2007. Autorem návrhu znaku a vlajky obce včetně popisu je Arnošt Drozd Slavnostní předání dekretu o udělení znaku a vlajky obci Buš zástupcům obce se konalo 18. prosince 2007.

## Společnost

### Rok 1932
V obci Buš (234 obyvatel) byly v roce 1932 evidovány tyto živnosti a obchody: družstvo pro rozvod elektrické energie v Buši, 2 hostince, kovář, krejčí, obuvník, 7 rolníků, 2 obchody se smíšeným zbožím, spořitelní a záložní spolek pro Buš, trafika, truhlář.

## Obyvatelstvo

### Vývoj obyvatelstva
Počet obyvatel je uváděn za Buš podle výsledků sčítání lidu včetně místních části, které k nim v konkrétní době patří. Je patrné, že stejně jako v jiných menších obcích Česka počet obyvatel v posledních letech roste. V celé bušské aglomeraci nicméně žije necelých 400 obyvatel.
| 1869 | 1880 | 1890 | 1900 | 1910 | 1921 | 1930 | 1950 | 1961 | 1970 | 1980 | 1991 | 2001 | 2011 |
| ---- | ---- | ---- | ---- | ---- | ---- | ---- | ---- | ---- | ---- | ---- | ---- | ---- | ---- |
| 337  | 277  | 278  | 294  | 255  | 247  | 234  | 206  | 225  | 186  | 179  | 207  | 210  | 309  |

| 1869 | 1880 | 1890 | 1900 | 1910 | 1921 | 1930 | 1950 | 1961 | 1970 | 1980 | 1991 | 2001 | 2011 |
| ---- | ---- | ---- | ---- | ---- | ---- | ---- | ---- | ---- | ---- | ---- | ---- | ---- | ---- |
| 50   | 37   | 42   | 46   | 47   | 48   | 51   | 75   | 62   | 60   | 58   | 89   | 91   | 130  |

## Pamětihodnosti
- Boží muka u silnice směrem na Slapy
- Barokní kaple se zvoničkou z 1. poloviny 19. století (šestiboká kaple se sloupy v průčelí) se nachází na zahradě obecního úřadu.
- Šebův dub (dub letní) roste na volném prostranství jihozápadně od obce, je pozoruhodný především svým dnes již málo viděným solitérním vzrůstem. Pro svůj vzrůst se řadí mezi nejzajímavější solitéry ve středních Čechách. V roce 1998 byl Šebův dub vyhlášen památným stromem.Památný strom Šebův dub

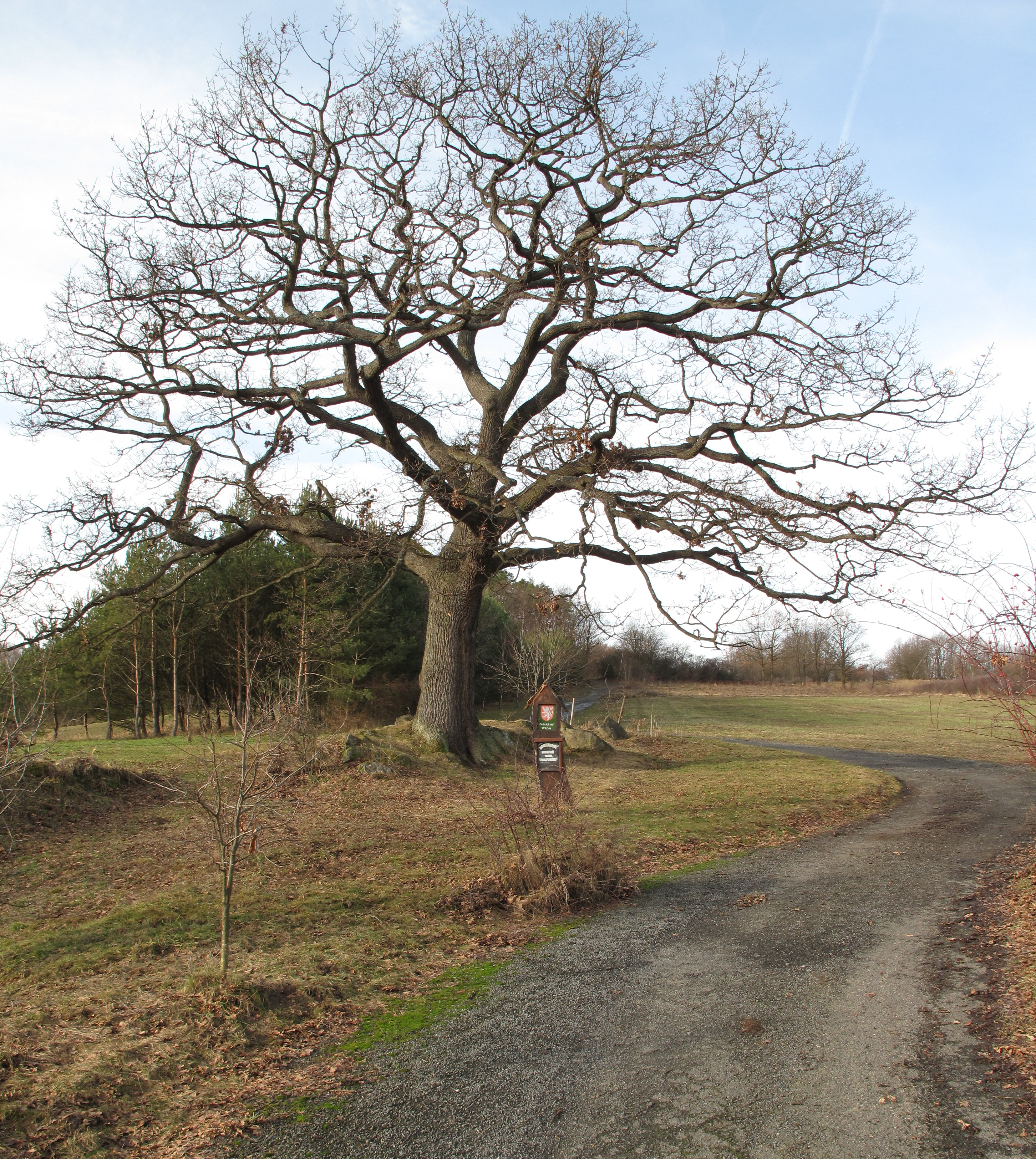
Památný strom Šebův dub

## Doprava

### Dopravní síť
Do obce vedou silnice III. třídy. Po západní hranici území obce vede silnice II/102 Praha-Zbraslav – Štěchovice – Chotilsko – Nečín – Obory – Kamýk nad Vltavou – Krásná Hora nad Vltavou – Milešov – Milevsko. Železniční trať ani stanice či zastávka na území obce nejsou.

### Autobusová doprava 2024
Autobusovou dopravu v obci Buš zajišťuje společnost Arriva Střední Čechy. Obec je součástí Pražské integrované dopravy (PID). V obci se nacházejí zastávky Buš a Buš,Pod Klíčem. Autobusová linka 361 vede z Prahy ze Smíchovského nádraží přes Měchenice, Davli, Štěchovice, Slapy, Buš, Čím, Korkyni, Nový Knín, Mokrovraty, Starou Huť a končí v Dobříši.

### Lodní doprava 2024
Na území obce se nachází přístaviště Hrdlička. Lodní doprava Slapy je v provozu od 1. června do 1. září. V červnu jsou plavby pouze o víkendech, v červenci a srpnu každý den.